# Пођо Миртето
Пођо Миртето (итал. Poggio Mirteto) је насеље у Италији у округу Ријети, региону Лацио.
Према процени из 2011. у насељу је живело 3343 становника. Насеље се налази на надморској висини од 273 м.

## Становништво
Према резултатима пописа становништва 2011. у општини је живело 5.995 становника.
| 1931. | 1936. | 1951. | 1961. | 1971. | 1981. | 1991. | 2001. | 2011. |
| ----- | ----- | ----- | ----- | ----- | ----- | ----- | ----- | ----- |
| 3.752 | 3.847 | 4.271 | 4.246 | 4.211 | 4.668 | 4.942 | 5.168 | 5.995 |